# Mitsubishi X-2
Mitsubishi X-2 Šinšin je japonský experimentální dvoumotorový proudový stealth nadzvukový stíhací letoun páté generace vyvíjený společností Mitsubishi Aircraft Corporation. Původní označení tohoto zbrojního programu bylo Pokročilý technologický demonstrátor – X (ATD-X – Advanced Technology Demonstrator – X). Demonstrátor slouží pro vývoj a testování technologií pro plánovaný japonský stíhací letoun páté generace, označovaný Mitsubishi F-3, jehož výroba by mohla začít v roce 2027. Ten by nahradil zastarávající japonské bojové letouny Mitsubishi F-2 a Mitsubishi F-15J. Sériová výroba letounu X-2 proto není plánována a případný stíhací letoun F-3, pokud skutečně vznikne, se od něj bude výrazně lišit.

## Vývoj
Letoun vyvinula organizace japonského ministerstva obrany Technical Research and Development Institute (TRDI). Testovací model letounu byl vyroben v roce 2005. O rok později byly letové vlastnosti typu ověřeny na dálkově řízeném zmenšeném modelu. Následně bylo v roce 2007 rozhodnuto o stavbě prototypu. V roce 2009 byl USA zamítnut export nejmodernějšího stíhacího letounu F-22 Raptor do Japonska, a proto byl vývoj demonstrátoru urychlen. Země totiž neměla možnost získat jiný srovnatelný letoun a její rival ČLR přitom vyvíjí vlastní letouny páté generace Shenyang J-31 a Chengdu J-20. Stavba prototypu byla zahájena 28. března 2012 v továrně Mitsubishi Heavy Industries (MHI). Slavnostní roll-out letounu proběhl na konci ledna 2016. První vzlet letounu proběhl v dubnu 2016, letoun přelétl z letiště v Nagoji na letiště v Gifu. Dokončení vývoje typu X-2 je plánováno na rok 2017.

## Konstrukce
Jedná se o dvoumotorový jednomístný letoun klasické koncepce (viz např. americký Lockheed Martin/Boeing F-22 Raptor) vybavený křídlem ve tvaru delta. Skutečný stíhací letoun by byl oproti demonstrátoru o cca 2/3 větší. Vzhledem ke svému experimentálnímu charakteru letoun X-2 nenese radar, ani výzbroj a má zjednodušenou avioniku. Použité motory IHI Corporation XF5-1 jsou vybaveny přídavným spalováním a lopatkovými mechanismy vektorování tahu, zvyšujícími obratnost. Ty byly vyzkoušeny na americkém experimentálním letounu Rockwell-MBB X-31.

## Specifikace

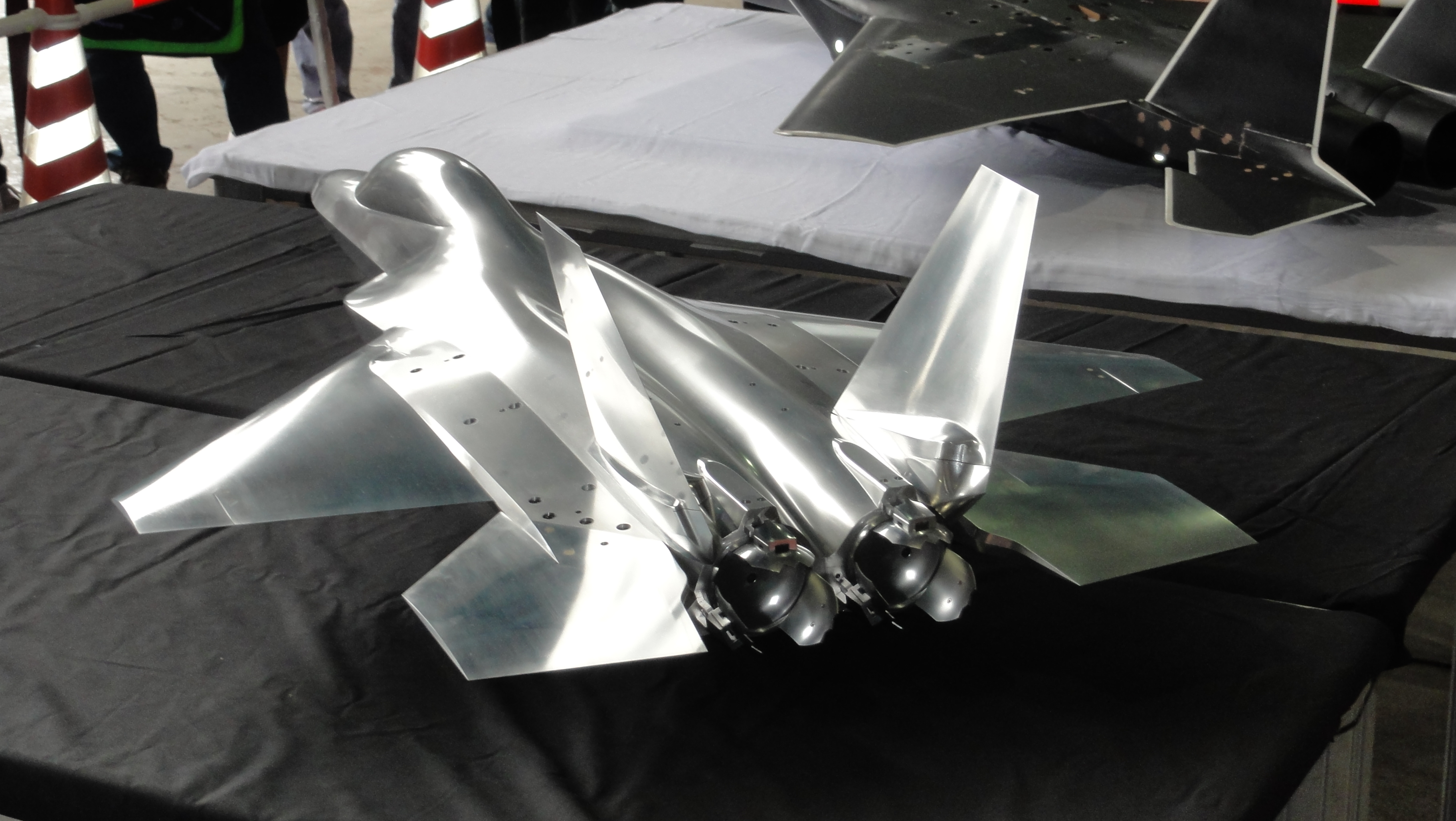
Model letounu X-2

Údaje dle

### Technické údaje
- Rozpětí: 9,1 m
- Délka: 14,3 m
- Výška: 4,5 m
- Nosná plocha:
- Hmotnost prázdného letounu:
- Max. vzletová hmotnost: 8000 kg

### Výkony
- Maximální rychlost v ? m: 2,25 M
- Cestovní rychlost: 1,82 M (tzv. supercruise)
- Dostup: 19 800 m
- Dolet: 1600 námořních mil